# Godzilla x Kong: Az új birodalom
A Godzilla x Kong: Az új birodalom (eredeti cím: Godzilla x Kong: The New Empire) 2024-es amerikai akciófilm, amelyet Adam Wingard rendezett. A 2021-es Godzilla Kong ellen című film folytatása, egyben a MonsterVerse 5. darabja. A főbb szerepekben Rebecca Hall, Brian Tyree Henry, Dan Stevens, Kaylee Hottle, Alex Ferns és Fala Chen látható.
Amerikában 2024. március 29-én, míg Magyarországon március 28-án mutatták be a mozikban.

## Cselekmény
Három évvel azután, hogy legyőzte Mechagodzillát, Kong új területet hozott létre az üreges földön, és újabb fajtársai után kutat. A Föld felszínén Godzilla továbbra is fenntartja a rendet az emberiség és a "Titánok" néven ismert óriásszörnyek között – Rómában megöli Scyllát, a csata után a Colosseumban pihen.
Az üreges földben állomásozó Monarch megfigyelőállomás azonosítatlan jelet fog. A felszínen a jel hatására Jia, a Koponya-szigetről származó Ivi törzs utolsó ismert túlélője hallucinációkat és látomásokat tapasztal, ami fogadott anyját, Dr. Ilene Andrewst aggodalomra készteti. Godzilla szintén érzékeli a jelet, elhagyja Rómát, és megtámad egy franciaországi atomerőművet, hogy elnyelje a sugárzást. Godzilla ezután egy másik titán, Tiamat sarkvidéki búvóhelyére indul. Monarch úgy véli, hogy Godzilla megerősíti magát a közelgő fenyegetésre.
Amikor egy víznyelő nyílik az otthona közelében, Kong felfedez egy feltérképezetlen területet, ahol fajának egy törzse fennmaradt, köztük egy Suko nevű fiatal majom. A kezdeti összecsapás után Kong arra kényszeríti Suko-t, hogy elvezesse őt a törzs búvóhelyére, és útjuk során lassan összebarátkoznak. A törzs zsarnoki vezetője egy ősi, jég erejű titán, Shimo segítségével harcol Kong ellen, akit egy kristály segítségével irányít fájdalommal. Shimo jéglehelete megrongálja Kong jobb karját, ami fagyási sérüléseket okoz, de Suko segítségével Kong-nak sikerül elmenekülnie, bár közben elveszíti a fejszéjét.
Andrews és Jia, valamint a titán állatorvos Trapper és az összeesküvés-podcast-er Bernie Hayes az üreges földbe utaznak, hogy felkutassák a jel forrását. A Monarch előőrsét elpusztítva találják. Ahogy a csoport tovább merészkedik, felfedeznek egy templomot, amely egy földalatti részbe vezeti őket, ahol egy túlélő Ivi törzs él, akik telepatikusan kommunikálnak egymással. Néhány romot megvizsgálva arra következtetnek, hogy a jel egy telepatikus vészjelzés volt, amelyet a törzs tagjai küldtek.
Miközben megfigyeli, hogy Jia az ivikkel társalog, Andrews hangot ad félelmeinek Trapper-el szemben, hogy Jia talán úgy dönt, a népével marad, és ezt Andrewsnak el kell fogadnia. Az Ivik vezetője egy titkos terembe vezeti a csapatot, Andrews lefordítja a hieroglifákat, melyek a múltat és a jövőt mutatják: a majmok királya egyszer megpróbálta meghódítani a felszíni világot, és háborút indított Godzilla faja ellen, de Godzilla legyőzte őt és csapdába ejtette őt és törzsét mélyen az üreges földben. A jóslat azt is jelzi, hogy Jia lesz a kulcs Mothra újraélesztéséhez. Megérezve Jia-t, Kong felkeresi a templomot, és Trapper felszereli egy prototípus exoskeletális karmerevítővel, hogy megerősítse és meggyógyítsa megfagyott végtagját. Tudtukon kívül a király egyik hűséges híve követte őket, és értesíti vezérét, aki összeállítja inváziós erejét a Földre. Jia sikeresen felébreszti az újjászületett Mothrát.
Godzilla megöli Tiamatot, és elnyeli a rejtekhelyéről érkező kozmikus sugárzást, aminek következtében fejlődik, és hátlemezei magenta színűvé válnak. Abban a reményben, hogy Godzillát az üreges földre csalogatja, hogy segítsen neki, Kong felbukkan Kairóban és Godzillát hívja. Kong kommunikációs kísérletei ellenére a feldühödött Godzilla megtámadja őt, és rövid harc alakul ki, amíg Mothra meg nem érkezik Jia-val, és meg nem győzi Godzillát, hogy segítsen Kong-nak. A trió ezután elindul az üreges földre, hogy Shimo-val és seregével együtt szembeszálljanak a zsarnokkirállyal . A harc Godzillát, Kongot, Shimót és Skar King-et Rio de Janeiroba rántja, ahol Shimo Skar parancsára újabb jégkorszakot kezd előidézni. A felek kiegyenlített küzdelmet vívnak, amíg Suko meg nem érkezik Kong fejszéjével, és el nem pusztítja a Shimo-t irányító kristályt. Shimo és Kong ezután megfagyasztja és összetöri a zsarnokkirályt.
Miután atomlégzésével visszafordította Shimo jégkorszakát, Godzilla visszatér, hogy a Colosseumban pihenjen. Jia újra találkozik Andrews-szal, és enyhíti félelmeit azzal, hogy úgy dönt, örökbefogadott anyjával marad. Mothra helyreállítja az Ivik otthonának védőgátját, majd távozik. Kong visszatér Shimo-val és Suko-val az üreges földbe, ahol ő lesz a majom törzs új vezetője.

## Szereplők
| Szerep                      | Színész              | Magyar hang         |
| --------------------------- | -------------------- | ------------------- |
| Dr. Ilene Andrews           | Rebecca Hall         | Pálfi Kata          |
| Bernie Hayes                | Brian Tyree Henry    | Kálloy Molnár Péter |
| Trapper                     | Dan Stevens          | Bozsó Péter         |
| Jia                         | Kaylee Hottle        | Nem szólal meg      |
| Mikael                      | Alex Ferns           | Scherer Péter       |
| Iwi királynő                | Fala Chen            | Nem szólal meg      |
| Hampton                     | Rachel House         | Fullajtár Andrea    |
| Harris                      | Ron Smyck            | Lovas Dániel        |
| Jayne                       | Chantelle Jamieson   | Varga Lili          |
| Lewis                       | Greg Hatton          | Kőrösi András       |
| Tengeralattjáró parancsnoka | Kevin Copeland       | Galambos Péter      |
| Műsorvezető                 | Anthony Brandon Wong | Tarján Péter        |

### Magyar változat
- Magyar szöveg: Tóth Tamás
- Hangmérnök: Tóth Péter Ákos
- Vágó: Simkóné Varga Erzsébet
- Gyártásvezető: Kincses Tamás
- Szinkronrendező: Nikodém Zsigmond
- Produkciós vezető: Hagen Péter

A szinkront a Mafilm Audio Kft. készítette el.

## A film készítése
2019 márciusában Alex Garcia producer kijelentette, a Legendary Pictures reméli, hogy több MonsterVerse filmet is készíthet, ha azok sikeresek lesznek. 2021 februárjában Wingard így nyilatkozott a MonsterVerse jövőjéről: "Tudom, hogy hova mehetnénk potenciálisan a jövőbeli filmekkel". Ugyanakkor megjegyezte, a MonsterVerse "bizonyos mértékig" azért jött létre, hogy a Godzilla Kong ellen felé vezessen. Hozzátette, hogy a MonsterVerse "válaszúthoz" érkezett, és kijelentette: "Tényleg azon a ponton van, ahol a közönségnek előrébb kell lépnie, és több ilyen dologra kell szavaznia. Ha ez a film sikeres lesz, akkor nyilvánvalóan folytatni fogják."

### Forgatás
A forgatás 2022. július 29-én kezdődött Gold Coastban. 2022 novemberében jelentették be, hogy a forgatás befejeződött Ausztráliában.